# 单眼皮 (电影)
《单眼皮》（马来文：Sepet），是一部2004年所拍攝的马来西亚爱情影片。此影片在马来西亚霹雳州的怡保市拍摄，由雅斯敏·阿末執导。这影片的故事主要是讲述一位华裔男子和一位信奉回教（伊斯兰教）的马来族女子之间的爱情。这部影片的名字在马来文裡是描述华人较小的眼睛。

## 故事
19岁的李小龙（Lee Seow Loong）自取英文名字為杰森（Jason），是一位販賣盗版电影光碟的小贩。但小龙在他的社会地位的背后隐藏另一个样子，那就是他爱阅读及写诗。有一天，一位刚從中学毕业的马来族女生胡姬（Orked）到他的光碟当口寻找關於金城武的影片。由于胡姬被小龙的酷发型所吸引，而小龙則被胡姬的可爱小娇之脸孔吸引，小龙毫不犹豫地将他的手机号码留在胡姬购买的影片光碟盒中，而胡姬也如其所愿與小龙联络。两人之间相互更加认识对方，并常常一起至外头约会，甚至拍下他们两人的合照作纪念。
胡姬的同学都取笑她和一位异族的男生交往，胡姬不但不理会，还反驳该名男同学说：「马来男性自古至今都娶马来族以外的女性为妻子。现在我，一位马来女性，和一位非马来人交往，大家都鸡飞狗跳！」
在两人的交情之中，小龙不停的写情书给胡姬。但有一天晚上，小龙遭遇杰米（Jimmy） 和他的手下之追逐。杰米是一位私会党，也是管辖小龙和朋友们盗版影片光碟摊贩范围的人，并向他们收保护费。由于他到香港游玩时，他的妹妹美姬（Maggie）纠缠着小龙不放，结果两人发生关系导致美姬怀孕，而小龙因和胡姬的感情不理会美姬，杰米找他出头。在纠纷之中，杰米被小龙的朋友找来的警察枪伤。
恰巧在发生纠纷之前，小龙正与胡姬通话。由于小龙突然把电话挂断，胡姬非常担心他的安危，并在隔天早上搭乘父亲的车輛四处寻找男友的下落。回到家时，其母亲依农（Mak Inom）告诉她小龙在不久之前來拜访过，并留下了胡姬喜欢的花儿和一封信件。在信件裡，小龙告诉胡姬他与美姬发生的事情，还说等美姬生了孩子之后，小龙打算回到胡姬的身边。因为受不了这种打击，胡姬就从此不再联络小龙。无论小龙寄多少封信件或拨多少电话给她，胡姬仍然不理会，只有依农和她家的女佣杨姐（Kak Yam）和小龙保持联系。
直到一天，胡姬获得了到外国留学的奖学金。小龙从杨姐處知道这件事，在胡姬出发的那一天骑着电单车快速前往机场会见胡姬。胡姬和父母去机场的路上，依农劝胡姬将小龙寄来的信打开阅读。信里写着小龙对胡姬的思念，小龙甚至形容胡姬为上帝赐给他的诗歌，也说他好久没听到她的声音而无法入睡。胡姬边看信边滴下眼泪，依农求胡姬用她的手机拨电给小龙最后一次，并告诉她小龙因为胡姬不曾向他表白而不知她是否爱小龙。
在影片的尾端，小龙遇上了车祸，因而躺在马路上头破血流。至于小龙是否因為此车祸而身亡，故事并没有清楚講述。

## 获得的奖项
第十八届东京国际电影节（2005年）
- 最佳亚洲电影奖

第九届马来西亚电影颁奖典礼
- 最佳电影

第廿七届法国克勒爹尔（Creteil）国际女导演节
- 最佳电影

第十八届马来西亚电影节
- 最佳电影
- Best Original Screenplay：雅斯敏·阿末
- Best Poster
- 最佳女配角：依达·呢丽娜（Ida Nerina）
- 最具潜能男演员：Ng Choo Seong
- 最具潜能女演员：莎莉花·阿玛妮（Sharifah Amani）

Global Chinese Golden Arts Awards
- 最佳电影

Era 奖 2005
- 最佳电影

## 续集
《单眼皮》的续集影片是《焦虑》（Gubra），同样也是在怡保市拍摄，在2006年上映。《Gubra》之后的影片则是《单眼皮》的前奏故事《穆克信》（Mukhsin）。

## 讽刺
雅斯敏在《单眼皮》这部电影暗中讽刺今日的马来西亚社会：
1. 今日马来少年对西方国家艺人的过度崇拜：胡姬有好几次讽刺她的朋友阿琳对西方男艺人的过度崇拜，尤其是饰演《铁达尼号》男主角的男艺人李欧纳多。她还讽阿琳的男朋友虽然长相如洋人般，却英文能力不及格。
2. 今日马来西亚多元种族社会仍然对异族之间的感情关系抱有偏见的态度：胡姬因为阿琳的男朋友批评她与非马来人小龙交往，而反驳他说到马来男性这么多年以来都娶非马来人为妻子。当小龙的朋友阿强被送入医院，阿强和小龙聊天时说到以前的人和不同种族的人结婚时都毫不讲究，反而是今天比较文明的社会却因为这件事想太多而争吵。
3. 马来西亚政府对非土著马来西亚国民分发奖学金仍有所偏见：虽然胡姬在中学毕业考试SPM中获得5个A，还可得到奖学金到外国留学，其母亲依农表示深感欣慰。坐在旁边的杨姐则低声讽刺地说小龙曾获得7个A（但却没得到奖学金）。

## 争议
该影片起初因以下故事其中的情节而被禁止在马来西亚影院上映：
1. 胡姬的父母两人身体抱着沙龙布（sarung）随着泰语音乐跳舞。
2. 胡姬的父母在床上洞房之后互相亲密地玩弄对方。
3. 胡姬，其父母和女佣杨姐全家人身抱着沙龙布坐在楼梯上为对方梳头。
4. 小龙没有因为和胡姬交往而皈依回教。

值得庆幸的事，导演雅斯敏得到了马来西亚政府的支持。《单眼皮》经过了九个部分的切割终于在马来西亚影院上映。